# 登戸駅

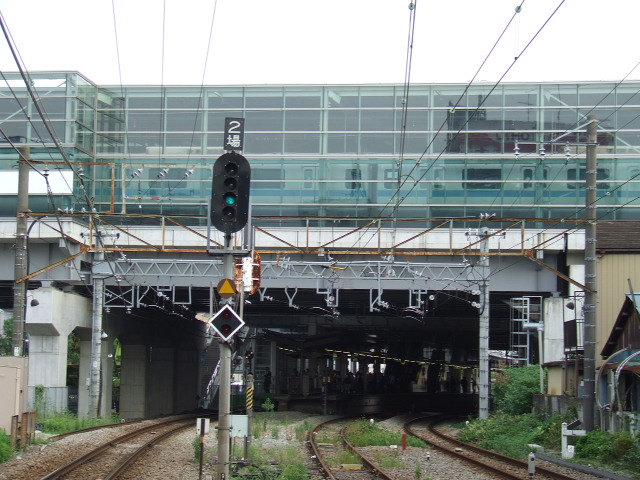
小田急線駅（上）とJR駅（下）（2007年9月）

登戸駅（のぼりとえき）は、神奈川県川崎市多摩区登戸にある、東日本旅客鉄道（JR東日本）・小田急電鉄の駅である。

## 乗入路線
以下の2社2路線が乗り入れており、相互間の接続駅となっている。
- JR東日本： 南武線 - 駅番号「JN 14」
- 小田急電鉄： 小田原線 - 駅番号「OH 18」

## 歴史

### JR東日本
- 1927年（昭和2年）
  - 3月9日：南武鉄道線川崎駅 - 当駅間開通時に終着駅として開設[2][3]。
  - 11月1日：南武鉄道線当駅 - 大丸停留場（現・南多摩駅）間延伸、途中駅となる[2][3]。
- 1944年（昭和19年）4月1日：南武鉄道線が国有化[3]。運輸通信省南武線の駅となる[2]。
- 1972年（昭和47年）4月1日：貨物取扱廃止[3]。
- 1985年（昭和60年）3月14日：荷物扱い廃止[3]。
- 1987年（昭和62年）4月1日：国鉄分割民営化に伴い、東日本旅客鉄道（JR東日本）の駅となる[2][3]。
- 1994年（平成6年）1月25日：自動改札機新設、使用開始[4]。
- 2001年（平成13年）11月18日：ICカード「Suica」が利用可能となる。
- 2006年（平成18年）
  - 6月15日：発車メロディを変更。
  - 6月17日：新設橋上駅舎へ移行し、小田急線との連絡橋も使用開始となる。
- 2010年（平成22年）3月13日：横須賀線・湘南新宿ライン武蔵小杉駅開業に伴い、当駅経由の普通乗車券での通過連絡運輸が廃止される。
- 2011年（平成23年）4月9日：復活した南武線快速[5]の停車駅となる。当初は3月12日から開始予定だったが、東日本大震災の影響により延期となった。
- 2016年（平成28年）9月3日：発車メロディを藤子プロ関連作品のアニメ主題歌に変更[報道 1]。
- 2023年（令和5年）6月9日：1・3番線ホームでホームドアの使用を開始[報道 2]。
- 2025年（令和7年）2月11日：2番線ホームでスリットフレームホームドアの使用を開始[報道 3][報道 4]。

### 小田急電鉄
- 1927年（昭和2年）4月1日：稲田多摩川駅として開業[6]。
- 1955年（昭和30年）4月1日：登戸多摩川駅に改称[7]。
- 1957年（昭和32年）10月：ホーム有効長が6両編成に対応した110mとなる[8]。
- 1958年（昭和33年）4月1日：登戸駅に改称[9]。
- 1999年（平成11年）11月：登戸 - 向ヶ丘遊園間3線化工事着手[10]。
- 2001年（平成13年）
  - 7月29日：下り線を仮線に切り替え[11][12]。
  - 9月30日：上り線を仮線に切り替え[11][12]。
- 2002年（平成14年）3月23日：多摩急行と湘南急行が設定され、停車駅となる[報道 5]。
- 2003年（平成15年）1月26日：上り線を新ホームに移設（後の上り緩行線〈4番線〉を上り線として使用）[11][12][13]。
- 2004年（平成16年）
  - 10月3日：下り線を新ホームに移設（後の上り急行線〈3番線〉を下り線として使用）[11][12]。
  - 12月11日：「区間準急」が設定され、停車駅となる[報道 6]。
- 2007年（平成19年）
  - 3月18日：ICカード「PASMO」の利用が可能となる[報道 7]。
  - 9月9日：下り線ホームを新設ホームへと移動（現2番線のみを使用）[11][12]。
- 2009年（平成21年）3月8日：3番線（上り急行線ホーム）使用開始[11][12]。4番線は緩行線用となる[11][12]。
- 2011年（平成23年）9月3日：接近メロディを藤子・F・不二雄原作のアニメ作品の主題歌に変更[報道 8]。
- 2018年（平成30年）
  - 3月3日：1番線（下りの緩行線ホーム）使用開始（配線が2面4線になる）[報道 9]。新宿寄りに降車専用の北口改札を新設[報道 9]。
  - 3月17日：快速急行ならびに新設される通勤準急の停車駅となる[報道 10][報道 11]。
- 2019年（平成31年）2月26日：藤子・F・不二雄ミュージアムの協力により、駅構内の案内表示などが『ドラえもん』をモチーフとしたデザインに装飾される[報道 12]。
- 2021年（令和3年）
  - 3月7日：1・2番線ホームにてホームドアの使用が開始される[報道 13][注釈 1]。
  - 5月23日：3・4番線ホームにてホームドアの使用が開始される[報道 13][注釈 1]。

- 2025年（令和7年）
  - 3月15日：当駅始発の快速急行が設定される（平日下り1本）。

### 駅名の由来

#### JR東日本
地名によるもの。多摩丘陵への登り口という意味。武蔵国橘樹郡登戸村が、1889年の町村制施行による合併で稲田村大字登戸となり、1938年川崎市に合併してその大字となる。

#### 小田急電鉄
駅開設当時の「稲田多摩川」は、「稲田」という地名と「多摩川」の河原に近接することから名付けられた。1955年に隣の「稲田登戸駅」が「向ヶ丘遊園駅」に改称されたことを受け、古い地名である「登戸」という名前を残すために「登戸多摩川」と改称され、1958年に隣の駅である「和泉多摩川駅」にも「多摩川」と付いていたことから、混同防止のため、「登戸」と改称し、上述のJR東日本南武線と共通の駅名となる。

## 駅構造
JR東日本南武線・小田急電鉄小田原線それぞれの駅には連絡改札はないものの、出入口が近接して並んでいる。南武線から小田原線新宿駅を介してJR東京山手線内各駅への定期券のみの通過連絡運輸が存在する。

### JR東日本
下りは単式ホーム1面1線、上りは島式ホーム1面2線、計2面3線を有する地上駅である。2006年6月17日より橋上駅舎の供用を開始した。改札口は2階にあり、ペデストリアンデッキと接続する。
みどりの窓口および指定席券売機設置駅である。
また、出口は以下の2ヶ所があり、自由通路を兼ねている。
- 生田緑地口（南口、ペデストリアンデッキに接続。橋上駅舎化以前の出口に相当）
- 多摩川口（北口、橋上駅舎化と同時に開設）

川崎統括センターの直営駅（駅長配置）であり、管理駅として宿河原駅・中野島駅・稲田堤駅を管理している。

#### のりば
| 番線 | 路線   | 方向 | 行先                           | 備考            |
| ---- | ------ | ---- | ------------------------------ | --------------- |
| 1    | 南武線 | 下り | 府中本町・立川方面             | 一部列車は2番線 |
| 2・3 | 南武線 | 上り | 武蔵溝ノ口・武蔵小杉・川崎方面 |                 |

（出典：JR東日本:駅構内図）
- 2006年3月、南武線に東京圏輸送管理システム (ATOS) が導入され、自動放送も変更された。また、同年6月15日には発車メロディがテイチク制作のもの（1番線が「花のほころび」、2番線が「Cappuccino」、3番線が「すすきの高原」）に変更された[注釈 2]（現在は不使用。詳細は後述）。
- 立川方面の列車のうち、朝4時台の当駅始発の一番電車のみ2番線から発車する。

この2番線は川崎方面からの当駅止まりの列車が到着する為、稲城長沼・府中本町・立川方面に向かう場合は宿河原駅で乗り継いだほうが便利である。
2014年3月14日までは日中の時間帯にも当駅折り返しが存在していたが、翌15日のダイヤ改正で日中の当駅止まりが稲城長沼行きに延長され、後発の快速とは終点の稲城長沼駅で接続するようになった。
2015年3月14日改正で日中の稲城長沼行きは立川行きに延長・統一され、後発の快速よりも行き先駅まで先行するようになったが、2017年3月4日改正で一部の各駅停車が稲城長沼駅で待ち合わせをするようになった。
- 2017年3月4日改正より、一部の上り各駅停車が2番線で快速の待ち合わせをするようになった。

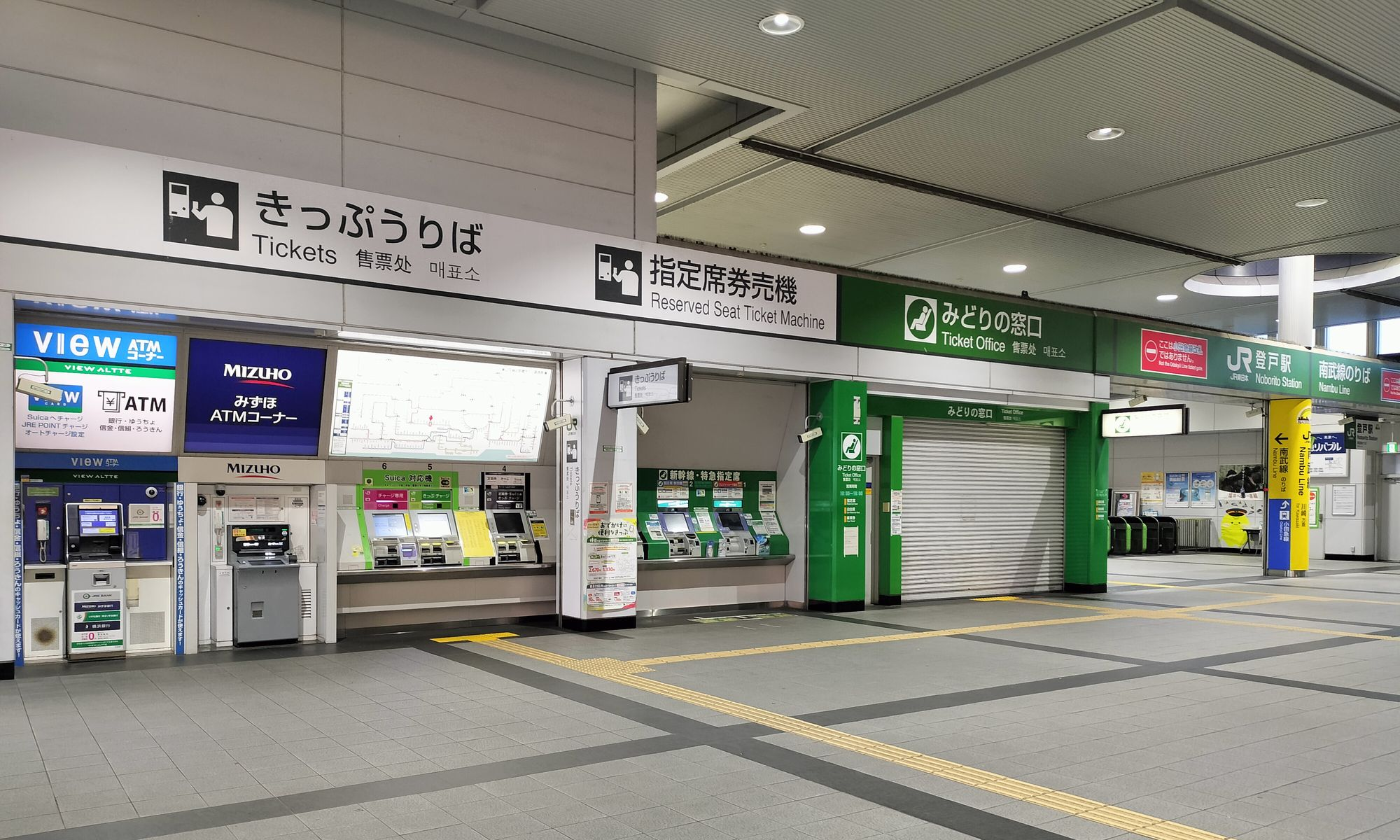
JR線切符売り場（2024年5月）
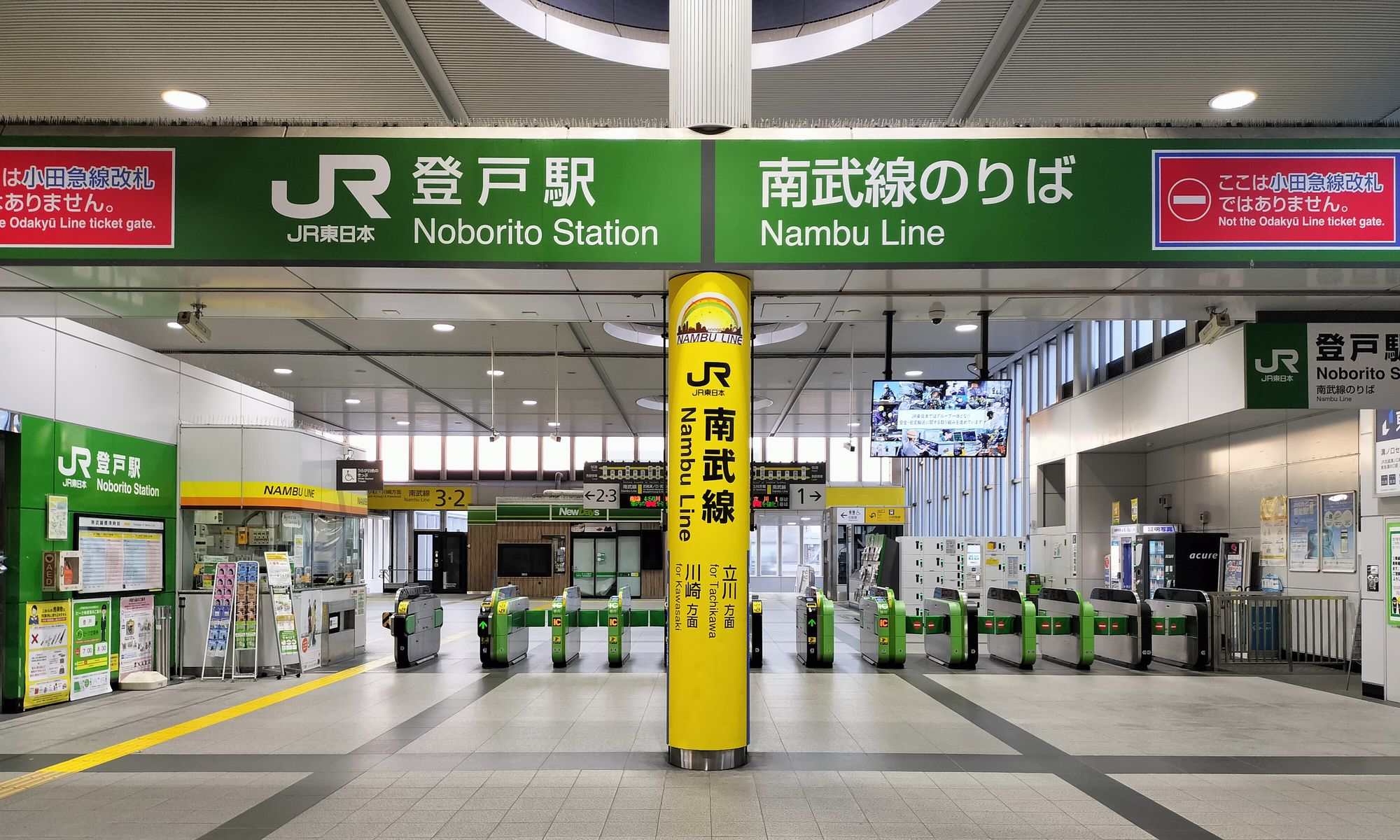
JR線改札口（2024年5月）
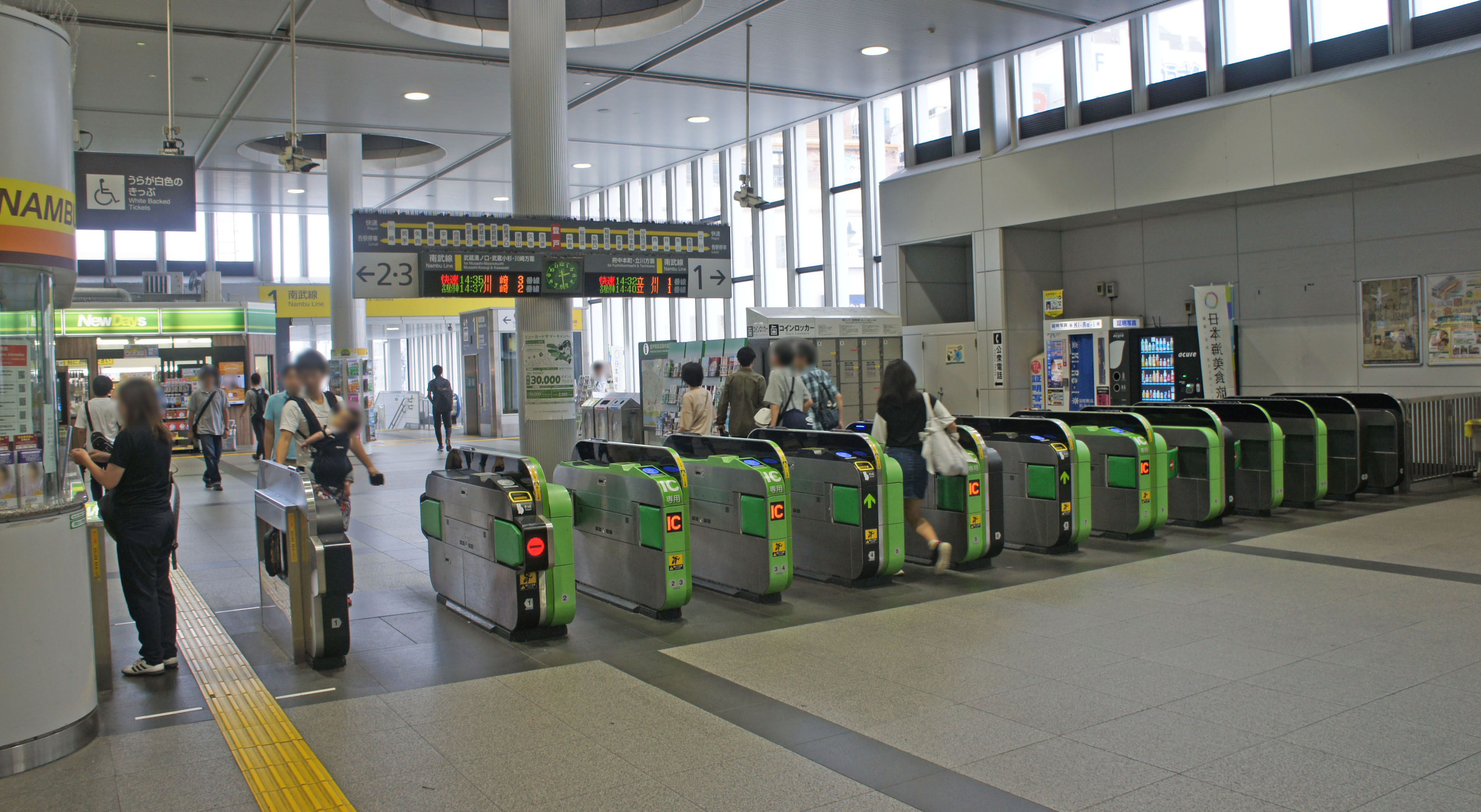
JR線改札口（2019年9月）
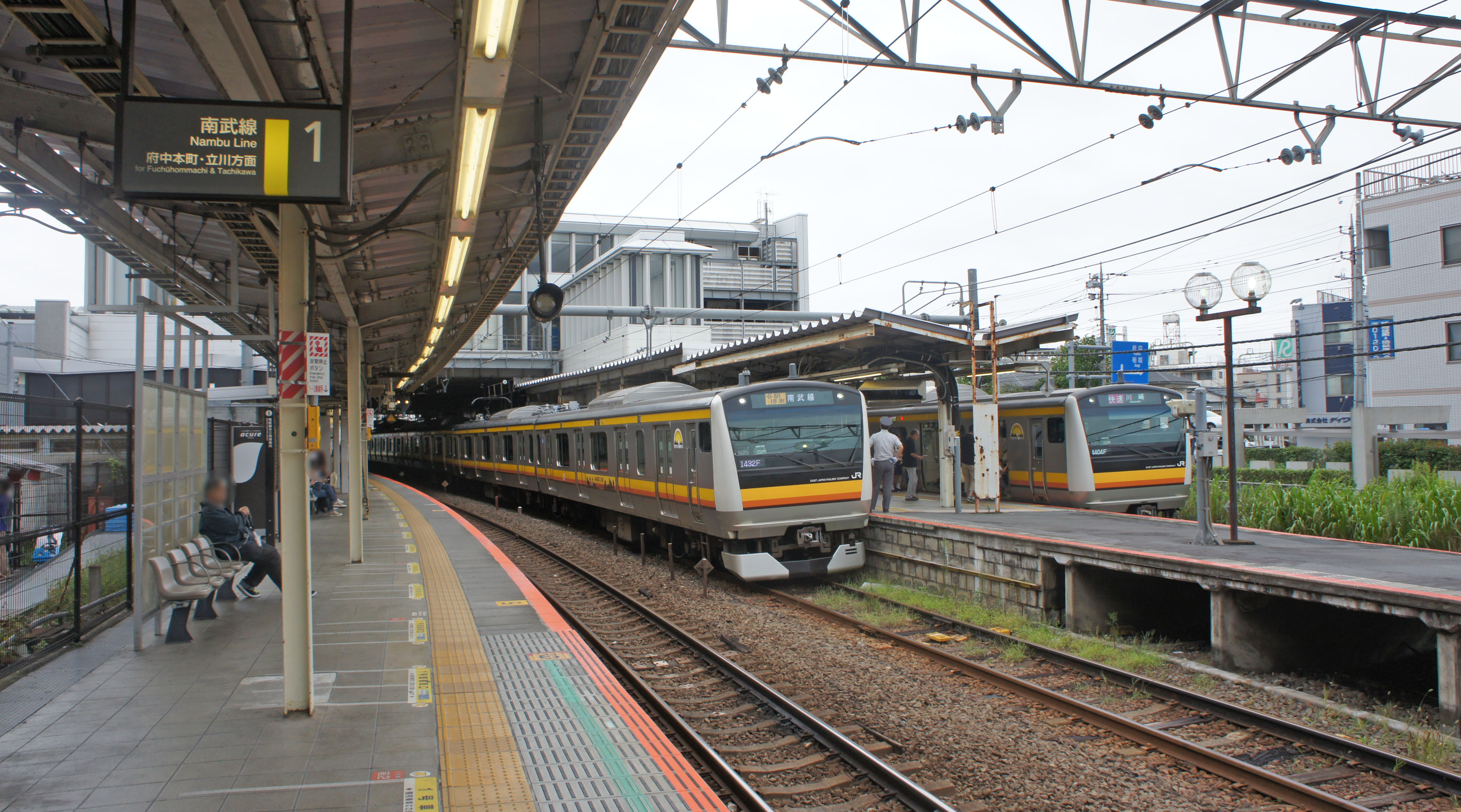
JR線ホーム（2019年9月）

#### 発車メロディ
2016年9月3日から2025年3月14日まで、藤子プロ関連作品のアニメ主題歌を発車メロディとして使用していた。これは藤子・F・不二雄ミュージアムの開館5周年を記念して導入されたもので、曲は1番線が「ぼくドラえもん」、2番線が「きてよパーマン」、3番線が「ドラえもんのうた」であった。メロディはスイッチの制作で、編曲は塩塚博が手掛けた。
2025年3月15日からはワンマン運転開始に伴い、電車備え付けの発車メロディを使用している。

#### 駅舎改良工事

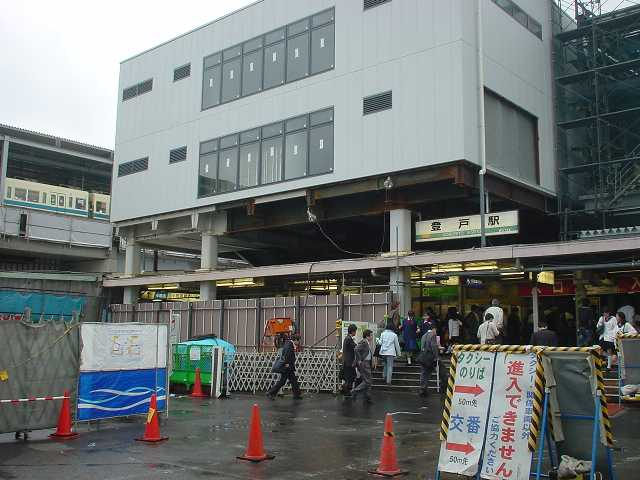
工事中のJR登戸駅（2005年5月）

小田急線の駅舎改築に合わせ、JR東日本登戸駅の駅舎を改良する計画が川崎市から公表された。改良の内容は次の通り。
- 駅舎の橋上化
- 南武線を南北に横断する幅15 mの自由通路を新設
- ペデストリアンデッキを新設し、橋上駅舎、自由通路、小田急線登戸駅を接続
- 自由通路は線路を横断する他、追加工事で線路北側に並行する都市計画道路小杉菅線も横断する
- 駅舎、自由通路とペデストリアンデッキまでが2006年10月31日、小杉菅線横断部は2008年3月17日に完成した。

上記のうち、JRの駅舎及び小田急線改札間を結ぶペデストリアンデッキは2006年6月17日から使用が開始された。
橋上駅舎化工事中は、狭い通路で階段の昇降も多く、仮設階段による迂回などの悪条件が重なり、ラッシュ時は乗降客の混雑が見られ、両線の乗り換えでは最大で5分ほどかかったが、橋上駅舎化後は通路の拡幅、階段の昇降回数の減少により混雑も緩和され、両線の乗り換えは2 - 3分程度でできるようになった。
これまで、駅北側からのアクセスは、立川側の下河原踏切を渡って小田急線の下を回りこまなければならなかったが、2005年11月29日より南北自由通路の暫定供用が、続いて南北自由通路の使用が開始され、踏切の面倒は徒歩に限り緩和された。
以前は徒歩であれば川崎寄りの臨時跨線人道橋を利用することができたが、南北自由通路の暫定供用開始に伴い使用が停止され、市立多摩病院へのアクセス通路の建設の支障になるため撤去された。
橋上駅舎化に合わせ、構内に川崎市行政サービスコーナーと観光案内所が設置されている。

### 小田急電鉄
島式ホーム2面4線を擁する高架駅。当初は相対式ホーム2面2線であったが、和泉多摩川駅 - 当駅間の複々線化および当駅 - 向ヶ丘遊園駅間の3線化のため、駅の全面改築工事が行われ、2018年3月3日より島式ホーム2面4線になっている。上り通勤急行以外の特急料金不要列車はすべて停車する。
改札口は2階にあり、ペデストリアンデッキと接続する。ただし、改札口とペデストリアンデッキの間は3 mほどの段差がある。以前は、駅舎改良工事に伴い高架下に臨時改札口が設置されていたが、2008年2月22日の終電をもって閉鎖された。エスカレーターは3階ホームと2階改札内、2階改札外と2階ペデストリアンデッキ、2階改札外と1階高架下を連絡するものが設置されている。また、エレベーターは3階ホームと2階改札内、1階と2階改札外と2階ペデストリアンデッキを連絡するものが設置されている。
駅長所在駅であり、「町田管区登戸管内」として、当駅 - 百合ヶ丘駅間の各駅を管理している。
出入口はペデストリアンデッキ側と高架下側に2か所あるが、改札口の案内では、ペデストリアンデッキ側は「中央口」と、高架下側は「北口」と称されている。

#### のりば
| ホーム | 路線     | 方向 | 線路   | 行先                   |
| ------ | -------- | ---- | ------ | ---------------------- |
| 1      | 小田原線 | 下り | 緩行線 | 小田原・片瀬江ノ島方面 |
| 2      | 小田原線 | 下り | 急行線 | 小田原・片瀬江ノ島方面 |
| 3      | 小田原線 | 上り | 急行線 | 新宿・ 千代田線方面    |
| 4      | 小田原線 | 上り | 緩行線 | 新宿・ 千代田線方面    |

※下り東北沢 - 当駅間、上り向ヶ丘遊園 - 東北沢間の急行線・緩行線は原則として以下の通り使い分けられている。2018年3月2日までの下り線の当駅構内は急行線・緩行線が分離されていなかった（当駅手前の多摩川橋梁上で1本に合流していた）。このため、1番ホームは2007年9月9日の下り線ホーム移設時から2018年3月3日の下り緩行線ホーム使用開始までの間は欠番となっていた（同様に3番ホームも2007年9月9日の下り線ホーム移設時から2009年3月8日の上り急行線ホーム使用開始までは欠番であった）。
〔急行線〕
□特急ロマンスカー・■快速急行・□通勤急行・■急行が使用する。上りの成城学園前駅 - 経堂駅間のみ□通勤準急も使用する。
〔緩行線〕
■準急・■各駅停車が使用する。□通勤準急も上記以外の区間で使用する。■急行のうち、当駅で□特急ロマンスカー・■快速急行の待避を受ける列車が向ヶ丘遊園 - 当駅間で、夕ラッシュに千代田線から直通する■急行伊勢原行きが代々木上原 - 経堂駅間で、全時間帯において千代田線に直通する上り列車が経堂 - 代々木上原間で使用する。

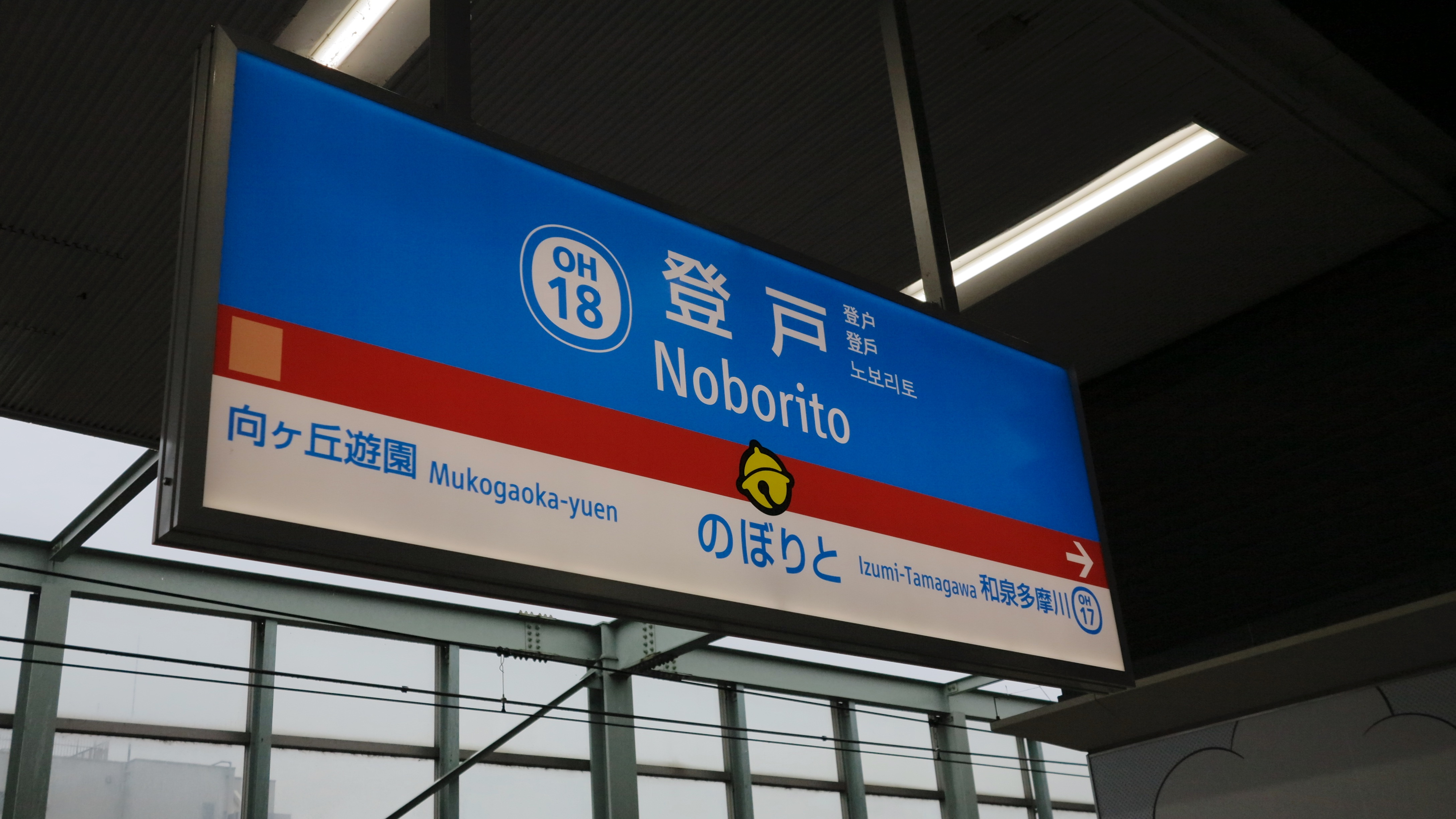
ドラえもんの装飾がされた駅名標（2019年6月）

- 2004年10月3日、下りホームが上りホームの相対式ホームへ引き上げられ、1面2線の島式ホームでの運用となった[11][12]。特に朝ラッシュ時には乗降客でホームが混雑し、危険な状態が慢性化していたが、2007年9月9日に下り線のホームを移設し、上り・下りとも島式ホームの片面を使用した2面2線となったため[11][12]、混雑は緩和された。
- 2009年3月8日、3番ホームの使用開始に伴い2面3線となり、上りは急行線と緩行線に分離された[11][12]。
- 4番ホームは2012年3月16日までは区間準急（当時）や各駅停車が主に使用し、ラッシュ時やダイヤ乱れの際のみ準急や急行も使用していたが、翌17日のダイヤ改正以降は日中も特急待避などで急行が4番ホームを使用することが多くなった。4番ホームへ入線する優等列車は向ヶ丘遊園駅手前のポイントから緩行線に入り、登戸駅新宿方にあるポイントで急行線へと転線する。この運用の関係上、夕ラッシュ時には各停が3番線を使用するパターンも存在しており、前述の逆の流れで緩行線へと転線する。
- 2011年9月3日に藤子・F・不二雄ミュージアムが開館したのを記念して、藤子・F・不二雄原作のアニメ作品の主題歌をオルゴール調にアレンジした接近メロディを導入した。曲は上りが「夢をかなえてドラえもん」、下りが「きてよパーマン」である[報道 8]。
- 2014年3月15日のダイヤ改正より、平日ダイヤの朝下りのみ当駅始発の各停が1本設定された[注釈 3]。
- 将来の2面4線への拡張に備え、2007年に設置された下り線新ホームには当初から1番ホーム用にスペースが用意されていた。この1番ホームは、2016年度の事業計画において着手されることが発表され、下りホームの改修（停止位置の新宿寄り移動に伴う撤去・延長）や線路・高架橋などの構築が実施された[報道 15]。このホームは2018年3月3日に使用が開始された[報道 9]。
- 当駅のホーム部分のうち、南武線を跨いで多摩川方面は高架構造であり、向ヶ丘遊園側は工事前には盛土高架であったが、その後土を除去して高架構造となっている。
- 2019年2月26日からは、藤子・F・不二雄ミュージアムの協力を得て階段・中央改札付近の壁や駅名標などの案内表示に『ドラえもん』のキャラクター装飾が施されている[17][報道 16]。この装飾は日本デザイン振興会によって2019年度のグッドデザイン・ベスト100に選定されている[報道 17][18]。
- 2021年3月7日より下り1・2番ホームにて、同年5月頃からは上り3・4番ホームにてそれぞれホームドアが使用されている[報道 13][注釈 1]。

## 利用状況
- JR東日本 - 2023年度（令和5年度）の1日平均乗車人員は74,541人である[JR 1]。
同社の駅の中では八王子駅に次いで第53位である。
- 小田急電鉄 - 2024年度（令和6年度）の1日平均乗降人員は161,191人である[小田急 1]。同社の駅の中では第4位である。南武線との連絡人員が多いが、駅周辺の再開発によりさらなる利用客の増加が期待できる。

各年度の1日平均乗降人員は下表の通り（JRを除く）。
| 年度               | 小田急電鉄       | 小田急電鉄 |
| 年度               | 1日平均 乗降人員 | 増加率     |
| ------------------ | ---------------- | ---------- |
| 2002年（平成14年） | 133,504          |            |
| 2003年（平成15年） | 133,418          | −0.1%      |
| 2004年（平成16年） | 134,043          | 0.5%       |
| 2005年（平成17年） | 134,448          | 0.3%       |
| 2006年（平成18年） | 137,192          | 2.0%       |
| 2007年（平成19年） | 144,715          | 5.5%       |
| 2008年（平成20年） | 147,118          | 1.7%       |
| 2009年（平成21年） | 148,492          | 0.9%       |
| 2010年（平成22年） | 151,662          | 2.1%       |
| 2011年（平成23年） | 152,326          | 0.4%       |
| 2012年（平成24年） | 156,372          | 2.7%       |
| 2013年（平成25年） | 160,413          | 2.6%       |
| 2014年（平成26年） | 159,445          | −0.6%      |
| 2015年（平成27年） | 161,548          | 1.3%       |
| 2016年（平成28年） | 162,422          | 0.5%       |
| 2017年（平成29年） | 162,582          | 0.1%       |
| 2018年（平成30年） | 167,383          | 3.0%       |
| 2019年（令和元年） | 167,685          | 0.2%       |
| 2020年（令和02年） | 117,994          | −29.6%     |
| 2021年（令和03年） | 131,466          | 11.4%      |
| 2022年（令和04年） | 146,926          | 11.8%      |
| 2023年（令和05年） | 155,310          | 5.7%       |
| 2024年（令和06年） | 161,191          | 3.8%       |

各年度の1日平均乗車人員は下表の通り。
| 年度               | JR東日本 | 小田急電鉄 | 出典                |
| ------------------ | -------- | ---------- | ------------------- |
| 1995年（平成07年） | 72,051   | 70,019     | [ 乗降データ 4 ]    |
| 1996年（平成08年） | 71,419   | 69,000     |                     |
| 1997年（平成09年） | 70,622   | 69,641     |                     |
| 1998年（平成10年） | 69,684   | 68,690     | [ 神奈川県統計 1 ]  |
| 1999年（平成11年） | 69,035   | 67,448     | [ 神奈川県統計 2 ]  |
| 2000年（平成12年） | 68,187   | 66,620     | [ 神奈川県統計 2 ]  |
| 2001年（平成13年） | 67,538   | 66,013     | [ 神奈川県統計 3 ]  |
| 2002年（平成14年） | 67,188   | 65,879     | [ 神奈川県統計 4 ]  |
| 2003年（平成15年） | 67,257   | 66,111     | [ 神奈川県統計 5 ]  |
| 2004年（平成16年） | 67,439   | 66,540     | [ 神奈川県統計 6 ]  |
| 2005年（平成17年） | 67,284   | 66,783     | [ 神奈川県統計 7 ]  |
| 2006年（平成18年） | 68,582   | 68,335     | [ 神奈川県統計 8 ]  |
| 2007年（平成19年） | 71,790   | 72,221     | [ 神奈川県統計 9 ]  |
| 2008年（平成20年） | 72,781   | 73,506     | [ 神奈川県統計 10 ] |
| 2009年（平成21年） | 73,383   | 74,251     | [ 神奈川県統計 11 ] |
| 2010年（平成22年） | 75,373   | 75,910     | [ 神奈川県統計 12 ] |
| 2011年（平成23年） | 76,259   | 76,233     | [ 神奈川県統計 13 ] |
| 2012年（平成24年） | 78,075   | 78,263     | [ 神奈川県統計 14 ] |
| 2013年（平成25年） | 80,465   | 80,336     | [ 神奈川県統計 15 ] |
| 2014年（平成26年） | 79,944   | 79,785     | [ 神奈川県統計 16 ] |
| 2015年（平成27年） | 81,162   | 80,797     | [ 神奈川県統計 17 ] |
| 2016年（平成28年） | 81,664   | 81,286     | [ 神奈川県統計 18 ] |
| 2017年（平成29年） | 81,781   | 81,429     | [ 神奈川県統計 19 ] |
| 2018年（平成30年） | 82,715   | 83,795     | [ 神奈川県統計 20 ] |
| 2019年（令和元年） | 82,838   | 83,898     | [ 神奈川県統計 21 ] |
| 2020年（令和02年） | 59,017   | 59,074     | [ 神奈川県統計 22 ] |
| 2021年（令和03年） | 64,908   |            |                     |
| 2022年（令和04年） | 70,798   |            |                     |
| 2023年（令和05年） | 74,541   |            |                     |

## 駅周辺
商店街が小田急線に沿って線路両側にあり、特に下り線側は向ヶ丘遊園駅まで店舗が続いている。上り線側には登戸駅前郵便局がある。駅周辺は始発から終電まで概ね人通りが絶えない。
1988年より当駅から向ヶ丘遊園駅にかけての一帯で「登戸区画整理事業」が進められており、住宅や店舗の解体・移転、道路整備などが順次実施されている。
駅前交通広場には川崎市交通局（川崎市バス）の路線バス停留所が新設され、2007年9月3日から乗り入れを開始した。
- 川崎市立多摩病院  多摩川口東側のエスカレーターを下りて右側の通路を直進。
- 小田急バス登戸営業所  多摩川口から川崎市バスで、和泉停留所下車[20]。

## バス路線
| 停留所名             | 運行事業者                            | 系統・行先 |
| 多摩川口             | 多摩川口                              | 多摩川口 |
| -------------------- | ------------------------------------- | --- |
| 登戸駅多摩川口       | 川崎市交通局                          | - 登06・登21：カリタス学園 / 中野島多摩川住宅 - 登06：菅生車庫 - 登21：新船島橋                                   |
| 生田緑地口           |                                       | |
| 登戸駅               | 川崎市交通局                          | - 登14：西菅団地 / 向丘遊園駅入口 - 溝06：溝口駅 / 第三京浜入口 / 井田営業所前                                    |
| 登戸駅（生田緑地口） | 川崎市交通局                          | - 登05：菅生車庫 / 宮前区役所 / 鷲ヶ峰営業所前 / 向丘出張所 - 急行：藤子・F・不二雄ミュージアム・生田緑地（直通） |
| 登戸駅（生田緑地口） | 長尾台コミュニティバス 「あじさい号」 | - 登戸駅学校まわり便：久地駅 - 登戸駅会館まわり便：あじさい寺                                                     |

## その他
- 2004年12月11日のダイヤ改正で設定された快速急行は当駅を通過していた。これに伴って当駅停車の優等列車は減便されているが、これは遠方の利用客を快速急行に、都心近郊の利用客を準急や急行に乗り分けさせるために組まれたものである。なお、神奈川県鉄道輸送力増強促進会議は平成24年度要望書にて、当駅の快速急行停車を要望しているが[21]、小田急は前記の内容を理由に要望に応じる考えがないことを伝えていた。しかし、複々線完成に伴う2018年3月17日のダイヤ改正から同種別の増発に伴い、当駅に停車するようになった[報道 10][報道 11]。
- 1936年から1967年まで、国鉄と小田急を結ぶ連絡線（登戸連絡線。厳密には宿河原駅 - 向ヶ丘遊園駅間）が駅付近に設置されており、貨物列車の他、相模川から産出される砂利を京浜工業地帯へ輸送するための列車が運転されていたほか、戦後すぐに車両不足となった国鉄南武線と小田急の間で車両を貸し借りした際もこの線を使って回送した。ただし旅客列車の営業運転が行われたことは一度もない。

## 隣の駅
東日本旅客鉄道（JR東日本）
 南武線
■快速
武蔵溝ノ口駅 (JN 10) - 登戸駅 (JN 14) - 稲田堤駅 (JN 16)
■各駅停車
宿河原駅 (JN 13) - 登戸駅 (JN 14) - 中野島駅 (JN 15)
小田急電鉄（小田急）
 小田原線

□通勤急行
通過
■快速急行
下北沢駅 (OH 07) - 登戸駅 (OH 18) - 新百合ヶ丘駅 (OH 23)
■急行・□通勤準急（通勤準急は平日朝上りのみ運転、当駅までは各駅に停車）
成城学園前駅 (OH 14) - 登戸駅 (OH 18) - 向ヶ丘遊園駅 (OH 19)
■準急・■各駅停車
和泉多摩川駅 (OH 17) - 登戸駅 (OH 18) - 向ヶ丘遊園駅 (OH 19)